# Linda Vista, Guerrero
Linda Vista är en ort i Mexiko.   Den ligger i kommunen Tlapa de Comonfort och delstaten Guerrero, i den sydöstra delen av landet, 240 km söder om huvudstaden Mexico City. Linda Vista ligger 1 724 meter över havet och antalet invånare är 198.
Terrängen runt Linda Vista är huvudsakligen kuperad, men söderut är den bergig. Runt Linda Vista är det ganska glesbefolkat, med 36 invånare per kvadratkilometer. Närmaste större samhälle är Tlapa de Comonfort, 18,3 km norr om Linda Vista. I omgivningarna runt Linda Vista växer huvudsakligen savannskog.